# Simon Wolferinus
Simon Wolferinus (* in Weimar; † 1550 in Freyburg (Unstrut)) war ein Pfarrer an der St.-Andreas-Kirche in Eisleben.

## Wirken
Wolferinus hatte im Wintersemester 1529/30 bei Luther und Melanchthon studiert und war somit beiden Reformatoren persönlich bekannt. Er wurde 1534 Magister und 1540 an die Andreaskirche in Eisleben berufen. Wolferinus vertrat 1543 in einem Streit unter den Eislebener Pfarrern Thesen, die ohne Wissen Luthers von Melanchthon verfasst waren, aber Luthers Missbilligung fanden. Es ging dabei um die Konsekration (Segnung) von Brot und Wein im Hl. Abendmahl bzw. um Bedeutung und Umfang der von Christus eingesetzten Abendmahlshandlung (Actio Sacramentalis). Luther gab dazu eine genaue Definition, die für das lutherische Abendmahlsverständnis von grundlegender Bedeutung ist.
Erst 1544 erfuhr Luther, dass Melanchthon es war, der hinter den Thesen des Pfarrers Simon Wolferinus stand. Luthers Enttäuschung darüber steht hinter seinen scharfen Worten in seinem „Kurzen Bekenntnis“ von 1544.
Im Jahre 1546 ging Wolferinus aus Eisleben fort, er wirkte später in Heldrungen und Freiburg an der Unstrut.